# Murallas de Gandía
Las murallas de Gandía, aunque prácticamente desaparecidas casi en su totalidad, sus restos se encuentran catalogados como Bien de interés cultural según consta en la Dirección General de Patrimonio Cultural de la Consejería de Turismo, Cultura y Deporte de la Generalidad Valenciana, con número de anotación ministerial: R-I-51-0010759 y fecha de anotación 24 de abril de 2002.

## Descripción
En la documentación histórica consta que Gandía era una villa de nueva planta protegida por unas murallas, las cuales fueron iniciadas en 1255, con los 3000 sueldos que el rey Jaime I de Aragón recaudó para la construcción, que fue finalmente acabada cuando en el año 1308, Jaime II de Aragón concedió una excepción en el pago de impuestos para concluir la obra de fortificación. El trazado de este primer recinto amurallado (construido siguiendo la técnica de tapial), era aproximadamente rectangular y estaba rodeado por un foso, con torres de plantas cuadrada y rectangular en los ángulos.
El segundo recinto amurallado se inició en 1543, con la expansión de la ciudad. Fue obra del IV Duque de Gandía y hay constancia documental de su finalización en 1564. Los muros de esta nueva muralla se realizan con sillares unidos con mortero de cal, con coronamiento de almenas y situando en las esquinas torres ataludadas de planta circular, de las que hoy en día quedan todavía, entre ellas el llamado Torreón del Pino. El torreón se encuentra en la calle San Rafael, y en su parte trasera se encuentra actualmente el patio de las Escuelas Pías. También se conserva la Torreta de la calle de Pérez Cullá.
En el siglo XIX (en 1880 aproximadamente), estas murallas son parcialmente derribadas o utilizadas como parte de nuevas construcciones(por ejemplo en la calle Hermana Carmelita Rita), quedando cubiertas por ellas. En el centro histórico de Gandía se encuentran aún trozos de la antigua muralla como por ejemplo en la calle Pérez de Cullá.
En el año 1997, durante la construcción del aparcamiento subterráneo en el cruce entre el paseo y la calle Santo Duque, se encontraron además de restos de cerámica, restos de la antigua muralla, que se extienden por toda la plaza a la izquierda de la rampa del aparcamiento. No es posible visitar estos restos arqueológicos, aunque pueden verse en un lateral de la rampa del aparcamiento.